# Föreningen Sveriges Öga och Öra
Historien om Föreningen Sveriges Öga och Öra (SÖÖ) börjar 2007 då  ett filmbolag planerade att börja producera spionfilmer. Filmbolaget fick kontakt med dåvarande chefen för Säkerhetspolisens kontraspionage – polisintendent Tore Forsberg. Av olika skäl hade inte filmbolaget möjlighet att påbörja produktionen. Kontakten fick emellertid Forsberg, att se ett möjligt forum för hans vision, att Sverige likt flera andra länder skulle dokumentera sin underrättelse- och säkerhetstjänsts historia. Han kallade till sig ett antal personer för att diskutera sin vision. De som kontaktades var till övervägande del historieintresserade veteraner från underrättelse- och säkerhetstjänsten. 

## Former för verksamheten
Ett nätverk bildades för att diskutera Tore Forsbergs vision. Man kom fram till att en ideell förening borde bildas. Målsättningen för föreningen var, att tillskapa ett speciellt museum för att beskriva denna historia. Man beslöt att en stiftelse skulle bildas för att förverkliga detta syfte. Man beslöt också att utöka verksamhetsomfånget till att omfatta andra länders motsvarande historia. 
Efter en rad entusiastiska diskussioner genomfördes det första styrelsemötet den 31 januari 2009. Föreningen fick det officiella namnet Föreningen Sveriges Öga och Öra. Idén till namnet inspirerades av inskriptionen på minnesstenen över major Helmuth Ternberg på Galärvarvskyrkogården på Djurgården i Stockholm. Ternberg var under andra världskriget ställföreträdande chef för den hemliga militära underrättelsetjänsten, som vid den tiden benämndes C-byrån.
På minnesstenen finns följande inskription:
MAJOREN
HELMUTH TERNBERG
⭑1893 +1971
FÄDERNESLANDETS
ÖGA OCH ÖRA 1940 – 1945

## Verksamhet
Föreningen Sveriges Öga och Öra är en ideell och opolitisk förening, som inte har några kopplingar till myndigheter eller andra institutioner. Syfte och ändamål är att främja forskning och studier rörande underrättelsetjänsternas samt säkerhetstjänsternas historia genom föreläsningar, utställningar, seminarier, publicistisk verksamhet och verksamhet via internet. Föreningen ger gärna tips och stöd till högskole- och universitets-studenter inför forsknings- och uppsatsskrivande.
Föreningen har valt att fokusera på underrättelse och säkerhetstjänsternas historia från år 1900 fram till och med 1991 då det kalla kriget upphörde. Föreningen är noga med att all forskning och publicering följer gällande sekretessregler.
På föreningens hemsida kan man även läsa en kortfattad version av Sveriges underrättelse- och säkerhetshistoria.